# Майнаволок (Базарна губа)
69°46′12″ пн. ш. 31°02′39″ сх. д. / 69.77000° пн. ш. 31.04417° сх. д.
Ма́йнаво́лок (рос. Майнаволок) — мис на північному заході узбережжя Мурманської області в Росії, знаходиться в південній частині затоки Варангер-Фьорд Баренцевого моря.
Знаходиться зі сходу при вході до Базарної губи. Має округлу форму. Мис височинний, скелястий, складений із магматичних порід граніту та гнейсів, береги стрімко обриваються до моря. Біля узбережжя розкидані кекури.
За радянських часів біля мису розташовувався 145-ий окремий артилерійський дивізіон Північного сектору берегової оборони ГВМБ.